# 204370 Ferdinandvaněk
204370 Ferdinandvaněk è un asteroide della fascia principale. Scoperto nel 2004, presenta un'orbita caratterizzata da un semiasse maggiore pari a 2,3742300 UA e da un'eccentricità di 0,1769254, inclinata di 5,33378° rispetto all'eclittica.